# Dam (Amsterdam)

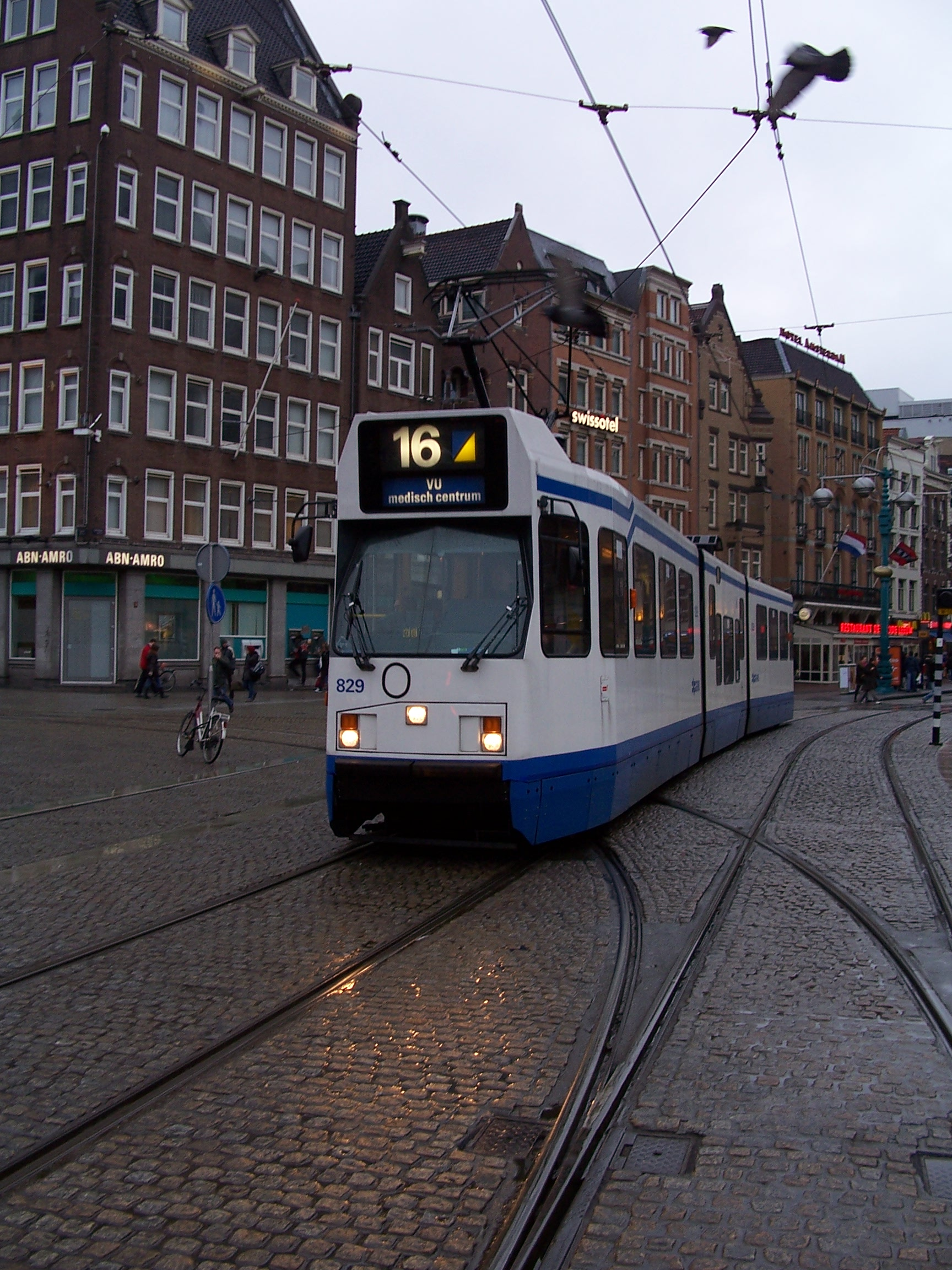
Un tram che attraversa piazza Dam

Piazza Dam o semplicemente "il Dam" è la più famosa piazza di Amsterdam.
Il Dam si trova all'interno della Nieuwe Zijde (la "zona nuova") della capitale olandese nella parte centro-settentrionale di Amsterdam, tra le vie Damrak, Rokin e Kalverstraat e a circa 750 metri dalla Centraal Staation.
La piazza è sorta intorno al 1270 come piazza-mercato e il nome fa riferimento alla funzione originaria del luogo dove, tra il 1204 e il 1275, venne costruita una chiusa (in olandese: dam) sul fiume Amstel. Oggi si affacciano sulla piazza alcune delle principali attrazioni della città come il Palazzo Reale (Koninklijk Paleis), il Nationaal Monument, la Nieuwe Kerk e il celebre museo delle cere Madame Tussauds.
La piazza è di forma quasi rettangolare e si estende per circa 100 metri da nord a sud e 200 metri da est ad ovest.

## Luoghi d'interesse

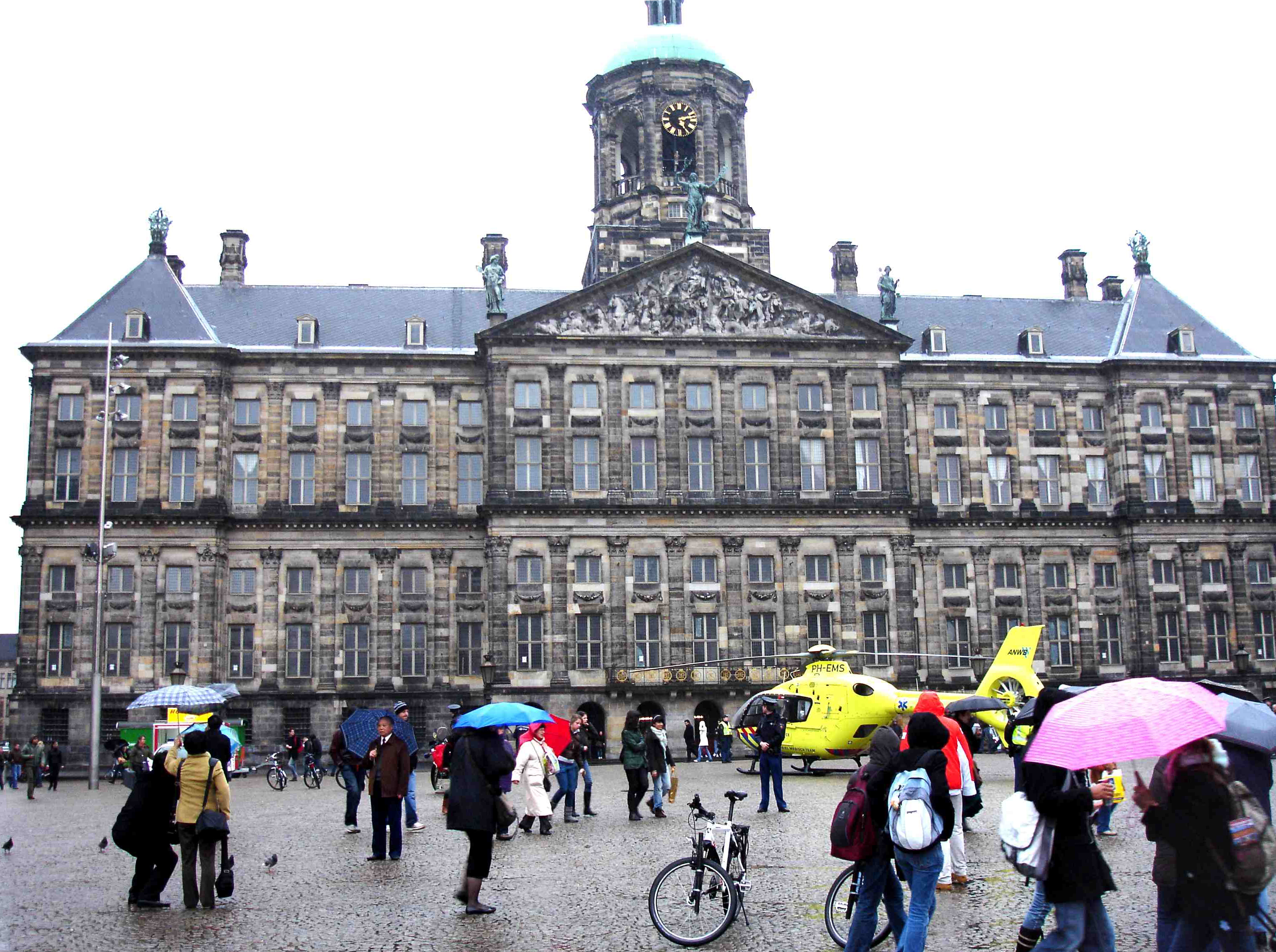
Il Palazzo Reale

### Palazzo Reale (Koninklijk Paleis)
Il Palazzo Reale (Koninklijk Paleis), chiamato così sebbene usato solo saltuariamente dai Reali olandesi, venne costruito a partire dal 1648 su progetto di Jacob van Campen. In origine municipio, divenne palazzo reale a partire dal 1808.

### Nieuwe Kerk
La Nieuwe Kerk, la "chiesa nuova" (per distinguerla dalla Oude Kerk, la "chiesa vecchia"), situata di fianco al Palazzo Reale, venne eretta nel XV secolo (anche se l'assetto attuale risale al 1650-1660) per assecondare le esigenze dell'aumento della popolazione cittadina.

### Nationaal Monument

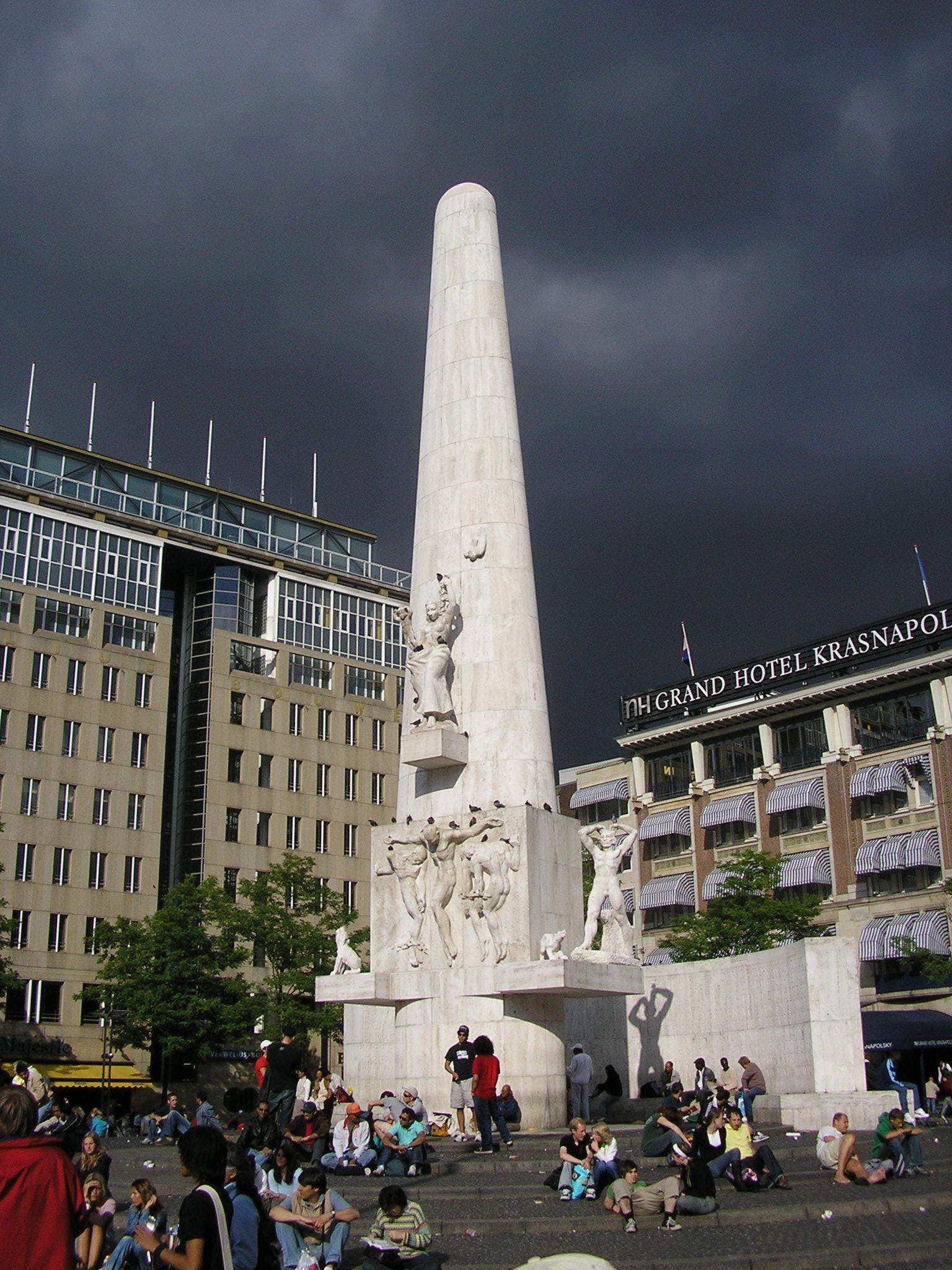
Il Nationaal Monument

Il Nationaal Monument ("Monumento nazionale") è un obelisco di 22 metri di altezza, eretto nel 1956 in memoria dei caduti della seconda guerra mondiale.
Fu progettato dall'architetto J.J.P. Oud e scolpito da John Raedecker.

### Madame Tussauds Scenerama
Il Madame Tussauds, collocato sopra i grandi magazzini Peek & Cloppenburg, ospita le copie in cera di numerosi personaggi famosi, tra cui i reali olandesi e ripercorre la storia di Amsterdam attraverso degli audiovisivi.
Tra le statue più curiose, quella del cosiddetto Uomo di Amsterdam, alta 5 metri.

### Altri edifici d'interesse
- Hotel Krasnapolsky
- De Bijenkorf, grandi magazzini del XIX secolo

## Curiosità
- Una copia in scala 1:25 di piazza Dam si trova nel parco di Madurodam nei dintorni de L'Aia.

## Altre immagini

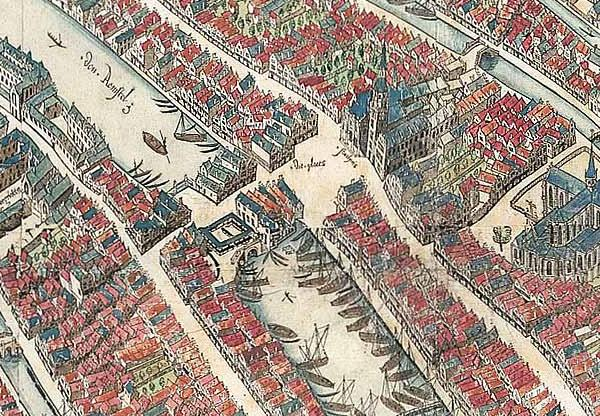
Piazza Dam nel 1544 (disegno di Cornelis Anthonisz)
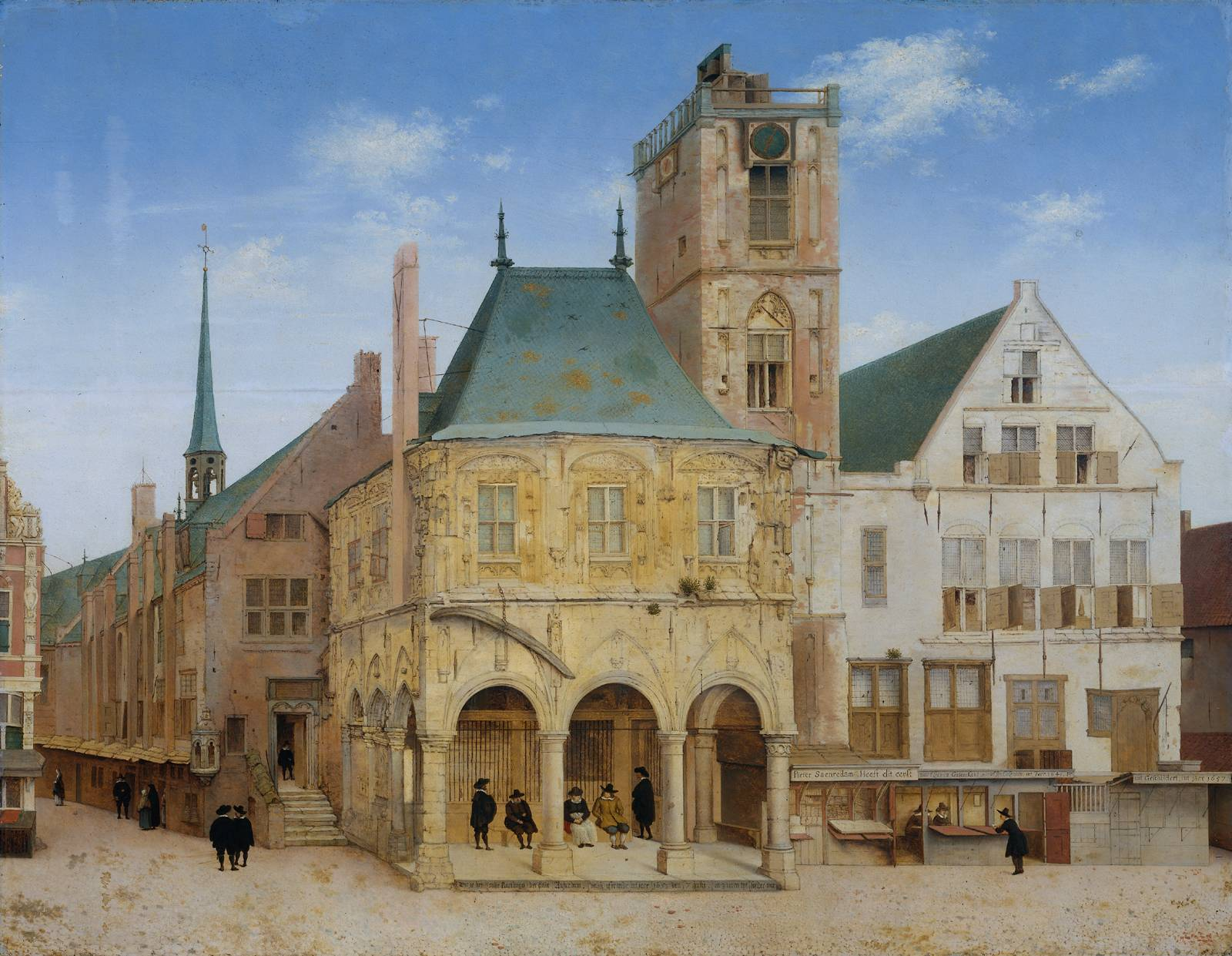
Il vecchio municipio
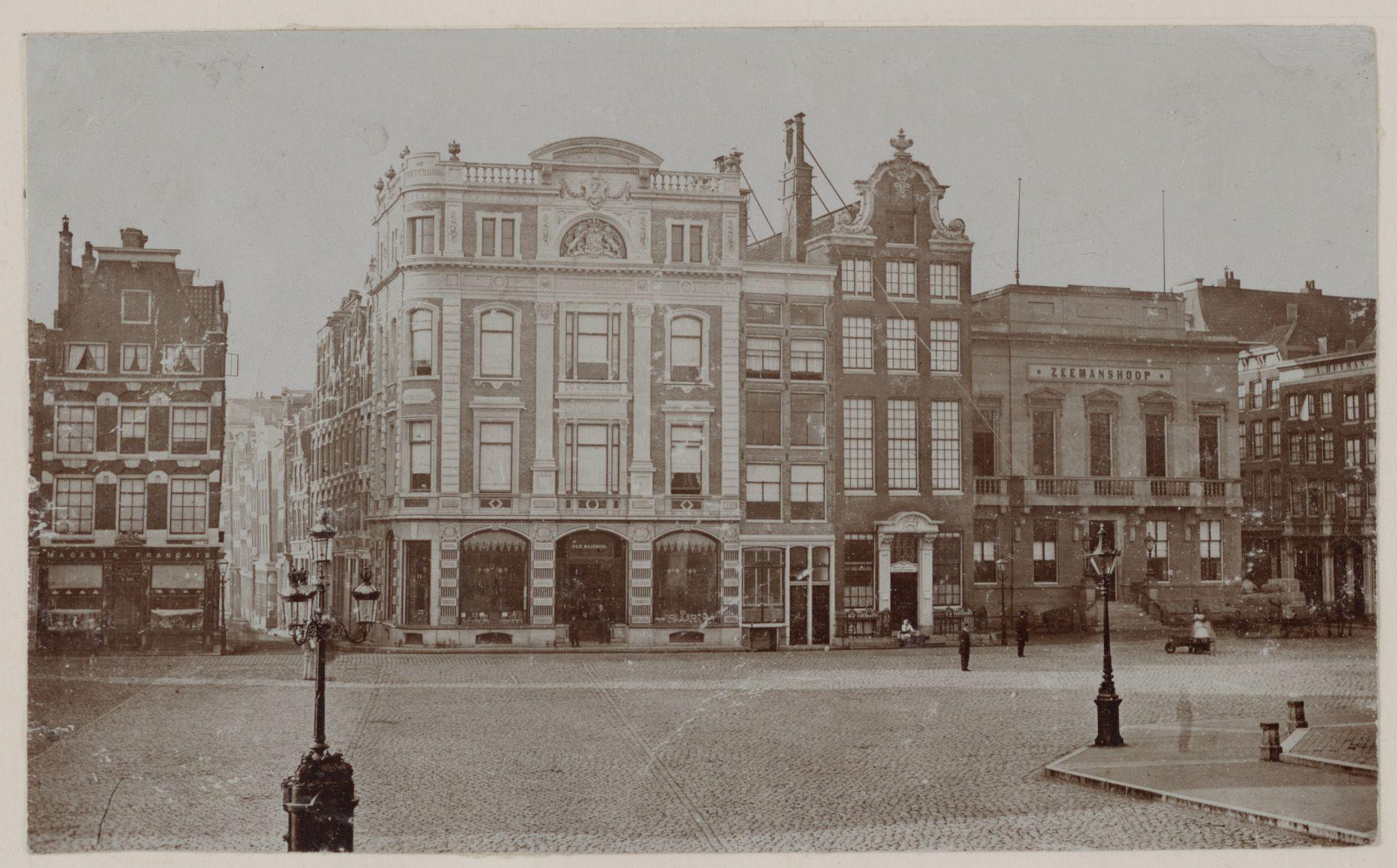
Piazza Dam nel 1860
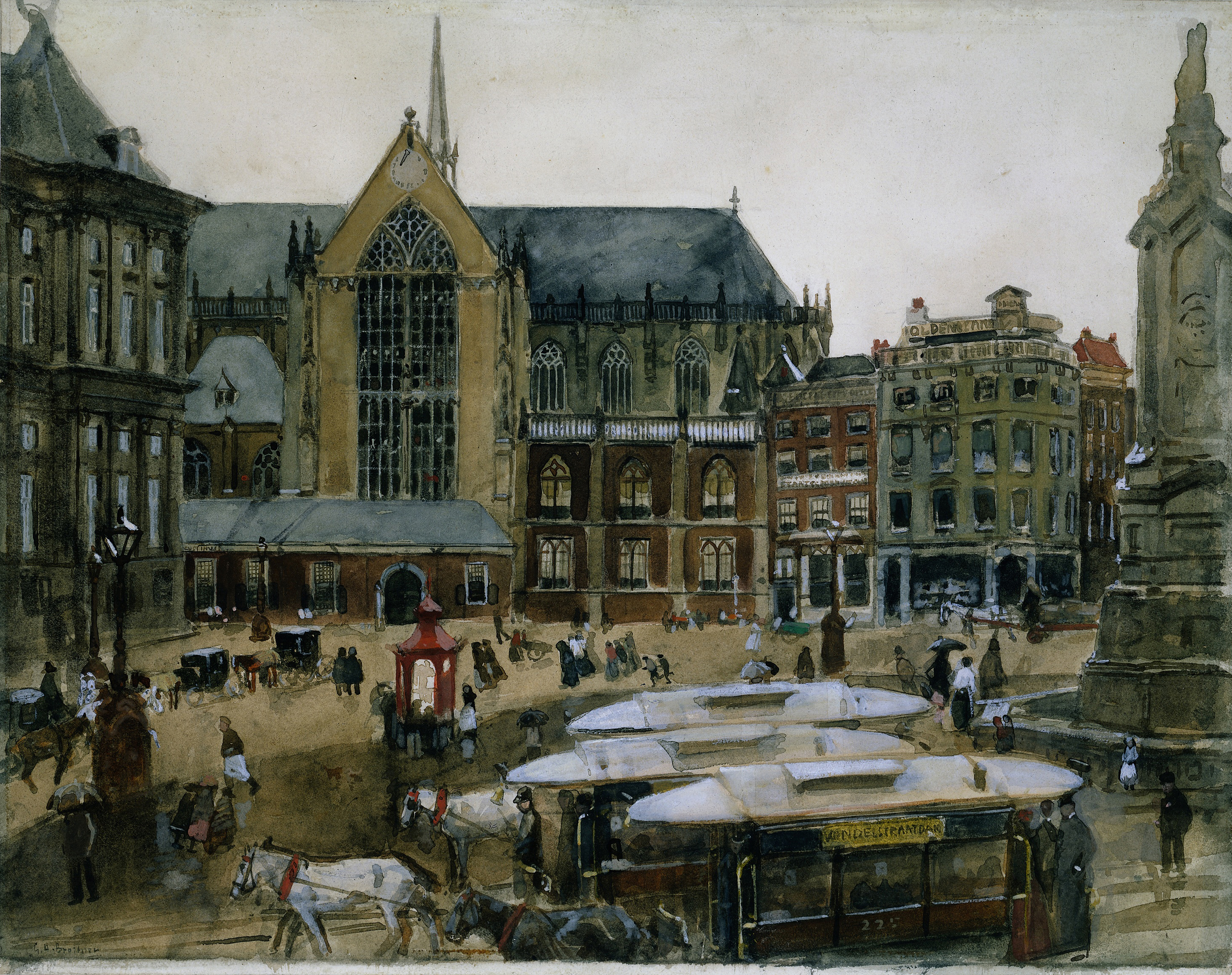
Piazza Dam nel 1895 (dipinto di George Hendrik Breitner)
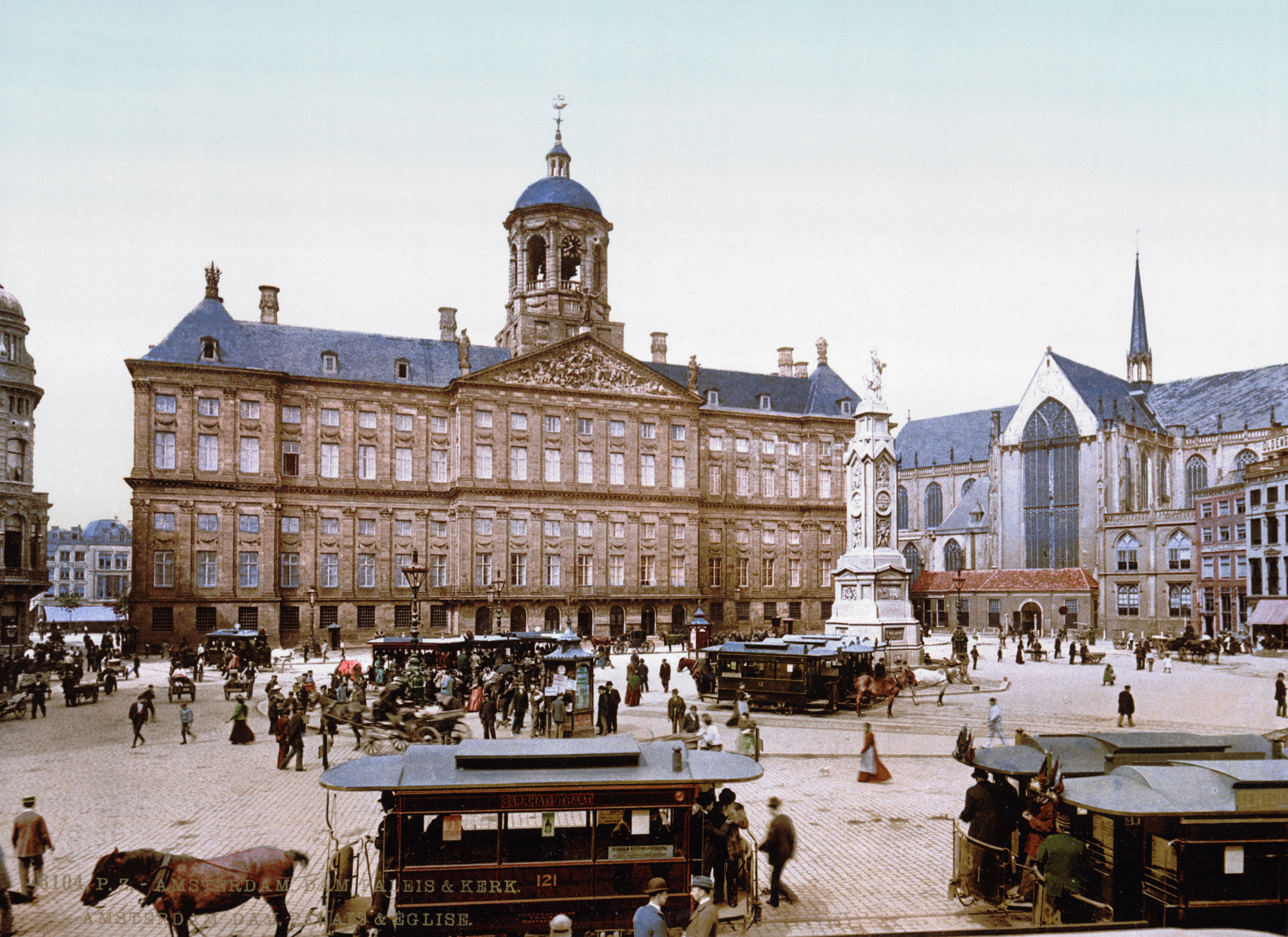
Piazza Dam intorno al 1900